# Gneo Domizio Enobarbo (console 192 a.C.)
Gneo Domizio Enobarbo (in latino Cneus Domitius Ahenobarbus; fl. II secolo a.C.) è stato un politico romano.

## Biografia
Fu edile plebeo nel 196 a.C. con Caio Curione ed, assieme al collega, portò in giudizio numerosi pecuarii; con le multe raccolte costruì un tempio dedicato a Fauno sull'isola Tiberina, che venne completato nel 194 a.C..
Fu eletto console nel 192 a.C. ed ebbe come collega Lucio Quinzio Flaminino; fu inviato dal Senato contro i Boi, che si arresero immediatamente e Enobarbo rimase nel loro territorio fino all'anno successivo, quando cedette il comando al nuovo console Publio Cornelio Scipione Nasica.
Nel 190 a.C. fu legato del console Lucio Cornelio Scipione Asiatico durante la guerra contro Antioco III.
Un aneddoto, riportato anche da Livio, narra che durante l'anno del suo consolato uno dei suoi buoi abbia pronunciato l'avvertimento Roma, cave tibi.